# مجتبی صدریا
مجتبیٰ صدریا (زادهٔ ۱۳۲۸، تهران)، نظریه‌پرداز اجتماعی-فرهنگی، فیلسوف اجتماعی و متخصص روابط بین‌الملل ایرانی است. او در روابط میان‌فرهنگی و مطالعات شرق آسیا ویژه‌کار می‌باشد و استاد روابط میان‌فرهنگی و مطالعات شرق آسیا در دانشگاه چؤو، توکیو بوده‌است. او همچنین استاد وابسته دانشگاه مانش استرالیا است.

## سابقه آکادمیک
صدریا استاد مؤسسه مطالعه تمدن‌های مسلمان در لندن است. او در سال‌های ۲۰۰۴ و ۲۰۰۷ عضو هیئت داوری جایزه معماری آقاخان بوده‌است.